# Naga Kesiangan
Naga Kesiangan is een bestuurslaag in het regentschap Serdang Bedagai van de provincie Noord-Sumatra, Indonesië. Naga Kesiangan telt 2996 inwoners (volkstelling 2010).